# Frantz Vilhelm Sehested
Frantz Vilhelm Sehested (11. december 1722 – 20. marts 1787 på Christiania Ladegård) var en dansk-norsk officer, far til Ove Ramel Sehested.
Han var søn af generalløjtnant Ove Ramel Sehested i dennes 1. ægteskab, blev 1746 løjtnant ved 1. søndenfjældske Dragonregiment, ved hvilket han forblev stående hele sin tjenestetid. Han blev 1749 kaptajnløjtnant og fik samme år kaptajns karakter, 1750 virkelig kaptajn og kompagnichef, 1757 sekondoberstløjtnant (uden først at have været major) og 1761 oberst og chef for regimentet efter faderen, som da tog sin afsked. Sehested, der 1752 var udnævnt til generaladjudant, tog allerede 1773 afsked efter kort forud at være avanceret til generalmajor.
Sehested boede som regimentschef på chefskvarteret Brotnov, flyttede senere til sin ejendomsgård Stormoen ved Drammen, men solgte 1774 denne, efter at han samme år ved auktion i stiftamtmand Caspar Herman Storms konkursbo havde købt Christiania Ladegård med underliggende betydelige jordegods i og ved Christiania. Her forblev Sehested boende til sin død, der indtraf 20. marts 1787, og efter ham hans enke, til hun 1806 solgte godset, der så blev udstykket.
Sehested var 2 gange gift: 1. gang (1755) med Anne Barbara f. Løvenskiold (1735 – 25. februar 1774), datter af kancelliråd Herman Leopoldus, adlet Løvenskiold, og Margrethe f. Deichman; 2. med Stincken f. Meincke, datter af kammerråd Hilmar Meincke og 1. hustru, Cathrine f. Møllmann. Sehested og hans 2. hustru oprettede 1778 ved legat en fattigstue i Christiania, hvori 4 fattige kunne optages.